# 1991 PG9
1991 PG9 är en asteroid i huvudbältet som upptäcktes den 15 augusti 1991 av den amerikanska astronomen Eleanor F. Helin vid Palomarobservatoriet.
Asteroiden har en diameter på ungefär 4 kilometer och den tillhör asteroidgruppen Gefion.